# 克拉斯諾西爾卡 (科羅斯堅區)
50°45′15″N 28°38′12″E / 50.75417°N 28.63667°E
克拉斯諾西爾卡（烏克蘭語：Красносілка），是烏克蘭的村落，位於該國北部日托米爾州，由科羅斯堅區負責管轄，始建於1853年，面積0.26平方公里，海拔高度178米，2001年人口68。